# George Weah
Pour les articles homonymes, voir Weah.
George Weah, né le 1er octobre 1966 à Monrovia, est un footballeur international et homme d'État libérien. Il est président de la république du Liberia de 2018 à 2024.
Attaquant de renom au sein de l'AS Monaco, du PSG, de l'AC Milan, puis de l'Olympique de Marseille, il remporte en 1995 le Ballon d'or récompensant le meilleur joueur évoluant en Europe. Il est le premier joueur non européen à remporter ce trophée, de fait le premier pour une nation africaine et le deuxième originaire du continent africain après Eusébio. Il est également le premier ancien footballeur professionnel de premier plan à devenir chef d'État.
À l'issue de sa carrière sportive et de la deuxième guerre civile libérienne, il se lance en politique. Candidat à l'élection présidentielle libérienne de 2005, il échoue au second tour du scrutin face à Ellen Johnson Sirleaf après être arrivé en tête du premier tour. Lors de l'élection présidentielle libérienne de 2011, il est cette fois-ci candidat à la vice-présidence mais le ticket présidentiel formé avec Winston Tubman est battu par la présidente sortante.
Il réussit à se faire élire sénateur lors des élections sénatoriales de 2014, puis est élu président de la République à l’issue du second tour de l'élection présidentielle de 2017 face au vice-président sortant, Joseph Boakai.
Briguant un second mandat lors de l'élection présidentielle de 2023, il est battu de justesse au second tour par Joseph Boakai, à qui il concède sa défaite.

## Carrière de footballeur

### Origines et premières années
George Weah est issu du groupe ethnique krou, alors que le pays est dominé par les descendants d'esclaves américains, qui fondèrent le Liberia au XIXe siècle. Né dans une famille pauvre, il est élevé à la dure par sa grand-mère dans un bidonville de Monrovia.

### Débuts en Afrique
Weah commence sa carrière de footballeur dans son pays natal. Formé au Young Survivors, puis à Bongrange Company, il joue par la suite à Mighty Barolle et Invincible Eleven, les deux plus grands clubs libériens, avant de rejoindre le club camerounais du Tonnerre Yaoundé. Un an plus tard, il est repéré par Claude Le Roy, alors entraîneur du Cameroun, qui le met en contact avec l'AS Monaco. Il a alors 22 ans.

### Arrivée en France

#### AS Monaco
Weah débute en première division du football français le 17 août 1988 sous les couleurs de l'AS Monaco (champion de France en titre) par une défaite face à l'AJ Auxerre. Entraîné par Arsène Wenger, l'ASM parvient avec Weah à décrocher la coupe de France en 1991 face à l'OM. En 1992, Weah et ses coéquipiers atteignent la finale de la Coupe des coupes, mais échouent face aux Allemands du Werder Brême. Weah s'impose comme un buteur hors pair alliant vitesse, puissance et efficacité. Déçu par la finale de coupe d'Europe perdue par le club monégasque, Weah décide de rejoindre le PSG durant l'été 1992.
En 2018, une fois devenu président du Liberia, George Weah décora Arsène Wenger et Claude Le Roy de la plus haute distinction de son pays. Le maître de cérémonie déclara alors : « Votre rôle positif a non seulement marqué la carrière et la vie de nombreux joueurs africains, mais aussi celles d'une génération entière de jeunes Libériens qui ont fait du président Weah un exemple ».

#### Paris Saint-Germain
À Paris, Weah s'impose comme le meilleur buteur du club en championnat lors de la saison 1992-1993 pendant laquelle le PSG atteint la demi-finale de la Coupe UEFA, éliminé par la Juventus. En 1993-1994, le PSG est champion de France et de nouveau demi-finaliste européen, mais cette fois-ci en Coupe des Coupes, face à Arsenal. Weah ne dispute pas le match retour à la suite d'un choix tactique d'Artur Jorge. Le PSG est battu 1-0 et éliminé.
La saison suivante, en Ligue des Champions, le PSG entraîné par Luis Fernandez effectue un parcours sans faute en poule (six victoires en six rencontres) durant lequel Weah inscrit plusieurs buts, notamment à l'Olympiastadion de Munich, où il élimine quatre adversaires avant de tromper Oliver Kahn. Le PSG élimine ensuite le FC Barcelone de Johan Cruyff en quarts de finale. George inscrit le but égalisateur au Camp Nou lors du match aller (1-1). Au tour suivant, Paris est éliminé une troisième fois de suite au stade des demi-finales, cette fois-ci par le Milan AC. L'équipe termine troisième en championnat et remporte les deux coupes nationales, dont la toute nouvelle coupe de la Ligue.
Sur toute la durée de son contrat avec le PSG, Weah inscrit 55 buts en 137 matchs, dont 8 buts en C1 lors de la saison 1994-1995 (il restera le meilleur buteur du club en coupe d'Europe jusqu'à ce que Zlatan Ibrahimović le rattrape en 2015). Weah est naturalisé français durant son passage à Paris, ce qui ne l'empêche pas d'être la vedette de l'équipe du Liberia. Il est alors sollicité par l'AC Milan et accepte de rejoindre les rangs milanais. Il quitte la capitale un an avant la victoire du PSG en Coupe des coupes. Ses coéquipiers dans la capitale se souviendront d'un homme généreux, à l'image de Vincent Guérin racontant que le Libérien récupérait les plateaux repas non-utilisés afin de les offrir à des SDF.
En 2011, participant au jubilé de Bernard Lama, George Weah déclara qu'il ne conservait pas un bon souvenir du Parc des Princes, gardant en mémoire une banderole raciste qui a accompagné son dernier match pour le PSG.

### Consécration en Italie
George Weah signe pour l'AC Milan en 1995. Dès la première année, quelques mois après son arrivée il est récompensé par le Ballon d'or, notamment pour ses bonnes prestations avec le PSG en coupe d'Europe. Il est le premier joueur non-européen à recevoir cette récompense. Jusqu'à présent, deux Africains,  Eusébio et lui ont reçu cette récompense.
Pour sa première saison en Italie, le parcours en Coupe UEFA du Milan s'achève en quarts de finale contre les Girondins de Bordeaux (il jouera le match retour malgré une main cassée lors d'un contact avec Lizarazu). La campagne européenne suivante est encore moins bonne, puisque les Rossoneri sont sortis en phase de groupes de la Ligue des champions, terminant derrière Porto et Rosenborg. En novembre 1996, Weah casse le nez de Jorge Costa dans le tunnel de l'Estádio das Antas. Il indiquera que le joueur portugais lui avait tenu des propos racistes et écopera de six matchs de suspension en coupe d'Europe pour ce geste.
Weah passe plus de quatre saisons en Italie, côtoyant en attaque des joueurs tels que Savićević, Baggio, Dugarry, Kluivert, ou Bierhoff, remportant deux titres de champion en 1996 et 1999. Durant ses trois premières saisons, il termine meilleur buteur de son club, avant d'être dépassé par l'attaquant allemand en 1998-1999. Cette saison-là, Leonardo marque plus que lui également. À l'été 1999, il revient au Parc des Princes pour un match amical (Tournoi Opel Masters) où il croise la nouvelle vedette africaine du PSG : Jay-Jay Okocha. Il vit alors ses derniers moments avec l'AC Milan. En effet, l'arrivée en 1999-2000 d'Andriy Chevtchenko réduit son temps de jeu et l'attaquant libérien ne marque plus que trois buts avant de quitter la Lombardie durant le mercato hivernal. Pour sa dernière campagne européenne, il retrouve la Ligue des champions, mais ne dispute qu'un match le 3 novembre 1999. Sur la pelouse du stade Ali-Sami-Yen il ouvre le score, mais son équipe s'incline contre Galatasaray (3-2) et termine dernière de son groupe.

### Fin de carrière

#### Passage en Angleterre
En 2000, Weah rejoint Chelsea, pour un prêt en Premier League. Pour son premier match sous les couleurs des Blues, il inscrit le but victorieux de son équipe lors du derby contre Tottenham. Malgré une victoire en coupe en 2000, son entraîneur Gianluca Vialli ne souhaite pas le conserver et le joueur retourne à Milan. Il décide alors de se consacrer à son équipe nationale et investit son propre argent pour aider l'équipe, mais échoue à un point de la qualification pour la Coupe du monde 2002.
Le 1er août 2000, il retourne en Angleterre et rejoint le club promu de Manchester City. Après une demi-saison où il estime que Joe Royle le met trop souvent sur le banc, Weah décide de quitter le club alors qu'il s'était engagé pour deux saisons.

#### Retour en France et retraite sportive
Après avoir résilié son contrat à Manchester, Weah revient en France à l'Olympique de Marseille, qui est alors en crise et voit se succéder les entraineurs (Abel Braga, Javier Clemente, Albert Emon, Tomislav Ivić). Cette arrivée est facilitée par le directeur sportif Marcel Dib qui avait connu le joueur lorsqu'ils étaient tous deux à Monaco. Weah débute avec l'OM le 22 octobre 2000 face au LOSC (défaite 0-1). Pour son deuxième match, il marque un but précieux à Strasbourg (1-1). Contre Saint-Étienne, Monaco et Sedan, ses réalisations permettent ensuite de l'emporter de justesse (à chaque fois 2-1). Le 17 février 2001, il recroise une dernière fois le PSG. Au cours de cette rencontre, il délivre une superbe balle en profondeur que Bakayoko pousse au fond des filets (victoire 1-0 de l'OM). Ses quelques mois passés en Provence et ses cinq buts marqués permettent au club de se maintenir de justesse. En 2022, le magazine So Foot le classe dans le top 1000 des meilleurs joueurs du championnat de France, à la 36e place.
Il quitte alors le championnat français pour les Émirats arabes unis. Il joue quelques matchs pour Al Jazira jusqu'en 2003.
Le 11 juin 2005, George Weah fête son jubilé au stade Vélodrome, avant de se consacrer à la politique.
En septembre 2018, à 51 ans, il joue un match amical du Liberia contre le Nigeria. À l'issue de cette rencontre, son numéro 14 est retiré par la fédération.

### Statistiques
| Saison                | Club                   | Championnat           | Championnat | Championnat | Coupe nationale | Coupe nationale | Coupe de la Ligue | Coupe de la Ligue | Compétition(s) continentale(s) | Compétition(s) continentale(s) | Compétition(s) continentale(s) | Total | Total |
| Saison                | Club                   | Division              | M.          | B.          | M.              | B.              | M.                | B.                | Comp.                          | M.                             | B.                             | M.    | B.    |
| 1988-1989             | AS Monaco              | Division 1            | 23          | 14          | 10              | 1               | -                 | -                 | C1                             | 5                              | 2                              | 38    | 17    |
| 1989-1990             | AS Monaco              | Division 1            | 17          | 5           | -               | -               | -                 | -                 | C2                             | 7                              | 3                              | 24    | 8     |
| 1990-1991             | AS Monaco              | Division 1            | 29          | 10          | 6               | 5               | -                 | -                 | C3                             | 5                              | 3                              | 40    | 18    |
| 1991-1992             | AS Monaco              | Division 1            | 34          | 18          | 4               | 1               | -                 | -                 | C2                             | 9                              | 4                              | 47    | 23    |
| 1992-1993             | Paris SG               | Division 1            | 30          | 14          | 6               | 2               | -                 | -                 | C3                             | 9                              | 7                              | 45    | 23    |
| 1993-1994             | Paris SG               | Division 1            | 32          | 11          | 3               | 2               | -                 | -                 | C2                             | 5                              | 1                              | 40    | 14    |
| 1994-1995             | Paris SG               | Division 1            | 34          | 7           | 5               | 2               | 3                 | 1                 | C1                             | 11                             | 8                              | 53    | 18    |
| 1995-1996             | AC Milan               | Série A               | 26          | 11          | 3               | 1               | -                 | -                 | C3                             | 6                              | 3                              | 35    | 15    |
| 1996-1997             | AC Milan               | Série A               | 28          | 13          | 3               | 0               | -                 | -                 | C1                             | 5                              | 3                              | 36    | 16    |
| 1997-1998             | AC Milan               | Série A               | 24          | 10          | 8               | 3               | -                 | -                 | -                              | -                              | -                              | 32    | 13    |
| 1998-1999             | AC Milan               | Série A               | 26          | 8           | 4               | 1               | -                 | -                 | -                              | -                              | -                              | 30    | 9     |
| 1999-2000             | AC Milan               | Série A               | 10          | 4           | 3               | 0               | -                 | -                 | C1                             | 1                              | 1                              | 14    | 5     |
| 1999-2000             | Chelsea FC (prêt)      | Premier League        | 11          | 3           | 4               | 2               | -                 | -                 | -                              | -                              | -                              | 15    | 5     |
| 2000-2001             | Manchester City        | Premier League        | 7           | 1           | 2               | 3               | -                 | -                 | -                              | -                              | -                              | 9     | 4     |
| 2000-2001             | Olympique de Marseille | Division 1            | 19          | 5           | 1               | 0               | -                 | -                 | -                              | -                              | -                              | 20    | 5     |
| Total sur la carrière | Total sur la carrière  | Total sur la carrière | 350         | 134         | 62              | 23              | 3                 | 1                 | -                              | 63                             | 35                             | 478   | 193   |

### Buts en sélection
| #   | Date       | Lieu                                | Adversaire   | Score | Résultat | Compétition                                         |
| --- | ---------- | ----------------------------------- | ------------ | ----- | -------- | --------------------------------------------------- |
| 1.  | 30/01/1987 | National Complex, Monrovia          | Nigeria      | 1-0   | 2-0      | Coupe d'Afrique de l'Ouest des nations 1987         |
| 2.  | 21/08/1988 | National Complex, Monrovia          | Ghana        | 1-0   | 2-0      | Coupe du monde de football de 1990 (qualifications) |
| 3.  | 11/06/1989 | National Complex, Monrovia          | Malawi       | 1-0   | 1-0      | Coupe du monde de football de 1990 (qualifications) |
| 4.  | 04/09/1994 | National Complex, Monrovia          | Togo         | 1-0   | 1-0      | CAN 1996 (qualifications)                           |
| 5.  | 23/06/1996 | Accra Sports Stadium, Accra         | Gambie       | 2-0   | 4-0      | Coupe du monde de football de 1998 (qualifications) |
| 6.  | 06/04/1997 | Accra Sports Stadium, Accra         | Égypte       | 1-0   | 1-0      | Coupe du monde de football de 1998 (qualifications) |
| 7.  | 22/06/1997 | National Complex, Monrovia          | RD Congo     | 2-0   | 2-1      | CAN 1998 (qualifications)                           |
| 8.  | 20/06/1999 | National Complex, Monrovia          | Tunisie      | 2-0   | 2-0      | CAN 2000 (qualifications)                           |
| 9.  | 16/07/2000 | National Complex, Monrovia          | Cap-Vert     | 1-0   | 3-0      | CAN 2002 (qualifications)                           |
| 10. | 22/04/2001 | National Complex, Monrovia          | Soudan       | 2-0   | 2-0      | Coupe du monde de football de 2002 (qualifications) |
| 11. | 14/07/2001 | National Stadium, Freetown          | Sierra Leone | 1-0   | 1-0      | Coupe du monde de football de 2002 (qualifications) |
| 12. | 23/08/2001 | Estadio Luis de la Fuente, Veracruz | Mexique      | 1-2   | 4-5      | Match amical                                        |
| 13. | 19/01/2002 | Stade du 26 Mars, Bamako            | Mali         | 1-0   | 1-1      | CAN 2002                                            |

### Palmarès

#### En club
- Champion du Liberia en 1987 avec l'Invincible Eleven
- Champion du Cameroun en 1988 avec le Tonnerre Yaoundé
- Champion de France en 1994 avec le Paris SG
- Champion d'Italie en 1996 et en 1999 avec le Milan AC
- Vainqueur de la Coupe de France en 1991 avec l'AS Monaco, en 1993 et en 1995 avec le Paris SG
- Vainqueur de la Coupe de la Ligue en 1995 avec le Paris SG
- Vainqueur de la FA Cup en 2000 avec le Chelsea FC
- Finaliste de la Coupe d'Europe des Vainqueurs de Coupe en 1992 avec l'AS Monaco
- Vice-champion de France en 1991 et en 1992 avec l'AS Monaco et en 1993 avec le Paris SG
- Finaliste de la Coupe de France en 1989 avec l'AS Monaco

#### En équipe du Libéria
- 61 sélections et 22 buts entre 1987 et 2003
- Participation à la Coupe d'Afrique des Nations en 1996 (Premier Tour) et en 2002 (Premier Tour)

#### Distinctions individuelles
- Désigné meilleur joueur africain de l'histoire par France Football en 2019[19]
- Meilleur buteur de la Ligue des Champions en 1995 (8 buts) avec le Paris SG
- Élu Ballon d'or en 1995
- Élu joueur de l'année par la FIFA en 1995
- Élu Ballon d'or africain en 1989 et en 1994
- Élu Joueur africain de l'année en 1995
- Élu meilleur footballeur de l'année FIFA en 1995
- Élu Onze d'or en 1995
- Élu footballeur africain de l'année (BBC) en 1995
- Élu Onze d'or en 1996
- Élu 2e meilleur footballeur de l'année FIFA en 1996
- Nommé au FIFA 100 en 2004

## Chanson
Le 25 mars 2020, dans le cadre de la lutte contre la Covid-19, le président libérien enregistre une chanson avec le groupe libérien The Rabbi's, dont le texte a été écrit par lui-même. Il invite la population libérienne et africaine à se dresser par tous les moyens contre la maladie qui fait des dégâts à travers le monde,. George Weah avait déjà par le passé enregistré une chanson contre l'épidémie de virus Ebola.

## Parcours politique

### Élection présidentielle de 2005
Weah débute en 2005 une reconversion en politique en se présentant à l'élection présidentielle libérienne sous les couleurs du Congrès pour le changement démocratique (CDC), après plusieurs années de guerre civile, sous le régime du président Charles Taylor. Le fait qu'il ait vécu à l'étranger durant la guerre civile, où il a fait fortune, le rend « innocent » des crimes commis durant cette sombre période. Durant le conflit, en 1996, il avait même demandé que l'ONU intervienne au Liberia. Le président avait alors chargé ses hommes d'incendier sa maison, alors que deux de ses cousines étaient agressées.
Les sondages le placent, avec l'économiste Ellen Johnson Sirleaf, comme principal favori. Celle-ci, qui a eu plusieurs postes à responsabilités, notamment à la Banque mondiale, critique Weah pour son manque de formation et son inexpérience en politique. Ce dernier rétorque que ce ne sont pas des personnes inexpérimentées en politique qui ont mené le pays vers une guerre civile, ayant engendré plusieurs centaines de milliers de morts. Il perd finalement l'élection présidentielle du 8 novembre 2005 avec 40,4 % des voix ; il lui est alors proposé de collaborer au nouveau gouvernement en tant que ministre des Sports et de la Jeunesse par la nouvelle présidente élue[réf. nécessaire] mais cela n'a pas lieu.

### Élection présidentielle de 2011
Dans le but d'acquérir de l'expérience, ce qui lui a été reproché lors de la précédente présidentielle, il reprend en 2007 ses études, interrompues au lycée pour se consacrer au football, puis passe un master en management, qu'il obtient en 2011.
Lors de l'élection présidentielle, il se présente aux côtés de Winston Tubman au poste de vice-président, mais Ellen Johnson Sirleaf est réélue. Son parti, le CDC, dénonce alors des fraudes.

### Élections sénatoriales de 2014
Le 28 décembre 2014, il est élu sénateur de Monrovia avec 78 % des voix en devançant Robert Sirleaf, le fils de la présidente Ellen Johnson Sirleaf.

### Élection présidentielle de 2017
Il est de nouveau candidat à l'élection présidentielle du 10 octobre 2017. Lors de ce scrutin, il dispose d'une meilleure réputation politique, investissant une partie de sa fortune dans des programmes d'aide aux populations pauvres, aux malades ou encore à l'éducation.
Il subit cependant des critiques concernant son absentéisme allégué au Sénat, la légèreté de son programme ou encore pour avoir désigné comme colistière pour le poste de vice-président la sénatrice Jewel Taylor, respectée mais ex-femme de Charles Taylor, lequel purge au Royaume-Uni une peine de cinquante ans de prison pour crimes de guerre et crimes contre l'humanité prononcée par le Tribunal spécial pour la Sierra Leone. Au sujet de cette alliance avec le clan Taylor, George Weah déclare que « tout le monde était l'ami de Charles Taylor », ajoutant n'avoir cependant « aucun contact » avec ce dernier.
Il est qualifié pour le second tour de la présidentielle avec 40 % des voix en arrivant en tête dans 11 provinces sur 15 face à Joseph Boakai, le vice-président sortant. Pour le second tour du 26 décembre 2017, il profite du ralliement du sénateur Prince Johnson (8,2%) et du parti de Charles Brumskine. Au total, quatre candidats éliminés au premier tour appellent leurs partisans à le soutenir. Il est élu avec 61,5 % des voix contre 38,5 pour le vice-président Joseph Boakai. Le 4 janvier 2018, la commission électorale proclame officiellement les résultats du scrutin.
Il devient le deuxième footballeur ayant évolué à l'Olympique de Marseille et devenu par la suite président de la République, le premier étant l'Algérien Ahmed Ben Bella.

### Président de la République
Élu à la tête du Liberia avec 61,5 % des voix au second tour de la présidentielle du 26 décembre 2017, George Weah succède à Ellen Johnson Sirleaf, lauréate du prix Nobel de la paix, au pouvoir depuis janvier 2006. Dans un entretien accordé à Reuters le 2 janvier 2018, l’ancienne star du football, 51 ans, a promis de rendre le pays autonome sur le plan agricole et de rénover les infrastructures.
Il prête serment le 22 janvier 2018 à Monrovia,,. En plus des chefs d'État étrangers, plusieurs personnalités du monde footballistique, comme les footballeurs Samuel Eto'o et Didier Drogba, mais aussi le président de la CAF, Ahmad Ahmad, ont également assisté à l'investiture.
Une fois devenu président du Liberia, George Weah décora Arsène Wenger et Claude Le Roy de la plus haute distinction de son pays. Le maître de cérémonie déclara alors : « Votre rôle positif a non seulement marqué la carrière et la vie de nombreux joueurs africains, mais aussi celles d'une génération entière de jeunes Libériens qui ont fait du président Weah un exemple ».
Le 29 janvier 2018, George Weah annonce qu'il va chercher à obtenir des changements constitutionnels pour permettre aux personnes d'origine « non-africaines » d'être des citoyens et aux étrangers de posséder des terres. Il qualifie la situation actuelle de « raciste et inappropriée ».
Après son élection, il se rend en visite officielle au Sénégal pour rencontrer le président Macky Sall. Le 21 février 2018, il effectue sa première visite en dehors de l'Afrique, en France, où il rencontre le président Emmanuel Macron. Le 25 mai 2018, à la suite d'une réunion avec le président Weah, le président de la fédération libérienne de football, Musa Bility, annonce que le Liberia voterait pour la candidature du Canada, du Mexique et des États-Unis à la Coupe du monde 2026, rompant ainsi avec le reste de l'Afrique, qui votait pour la candidature du Maroc.
Plusieurs associations de la société civile et des partis politiques de l’opposition organisent une manifestation le 7 juin 2019 contre George Weah. Ils revendiquent en particulier des mesures pour résorber la crise économique que traverse le pays, avec une inflation en forte hausse, ou encore une politique plus ferme contre la corruption.
Pendant son mandat, il tient cependant son programme d’infrastructures, avec la construction de routes et d’hôpitaux. Tout comme la gratuité pour l’enseignement secondaire. Des efforts qu'il a fallu financer par l’emprunt, faisant augmenter fortement la dette publique du Libéria.
En janvier 2023, George Weah annonce être candidat à l'élection présidentielle d'octobre 2023.

### Défaite lors de l'élection présidentielle de 2023
Le 17 octobre 2023, au premier tour de l'élection présidentielle, George Weah obtient plus de 43 % des voix après le comptage de 90 % des bulletins de vote. Un score qu'atteint aussi son principal concurrent, Joseph Boakai, ce qui donne lieu à l'organisation d'un second tour qui a lieu le 14 novembre suivant,. 
Lors du second tour, il s'incline contre son rival Joseph Boakai, qui l'emporte de justesse avec 50,89 % des voix. George Weah reconnaît immédiatement sa défaite et félicite Joseph Boakai. Il quitte la présidence le 22 janvier 2024.

## Vie privée
George Weah est né de parents chrétiens mais se convertit à l'islam, pour ensuite revenir au christianisme. Dans sa jeunesse, il a fréquenté l'école coranique. En 1995, alors qu'il était encore musulman, il se revendiquait comme pratiquant de cette religion et affirmait vouloir rattraper le jeûne du mois de ramadan après sa carrière sportive. 
Il dispose de la nationalité française jusqu'au 27 avril 2005, puis de nouveau à partir du 10 juin 2015. 
En 2019, il inaugure une église évangélique, la Forky Jlaleh Family Fellowship, dans l'enceinte de sa résidence,.
Il a quatre enfants, une fille et trois fils :
- George Weah Jr. (en), né le 27 août 1987, footballeur évoluant au poste d'attaquant, formé à l'AC Milan et qui a notamment joué dans les équipes réserves du PSG et de Tours ;
- Tita Weah ;
- Timothy Weah, né le 22 février 2000, footballeur qui joue actuellement à l’Olympique de Marseille;
- Samer Hodroj, adopté au Liban[54].